# Američki rakun
Američki rakun (lat. Procyon lotor) sisavac je srednje veličine koji nastanjuje Sjevernu Ameriku. Najveći je pripadnik porodice Procyonidae. Dug je od 40 do 70 cm i teži između 3,5 i 9 kg, a ishrana mu se sastoji od oko 40 % beskralježnjaka, 33 % biljaka i 27 % kralježnjaka. Ima sivkasto krzno, 90 % kojega čini gusto potkrzno koje ga štiti od hladnoće. Dvije su prepoznatljive odlike rakuna izuzetno spretne ruke i „maska” na licu. To su također česte teme u mitologiji nekih sjevernoameričkih starosjedilačkih plemena. Rakuni su poznati po svojoj inteligenciji, a istraživanja su pokazala da rješenja zadataka mogu pamtiti do tri godine.
Prvobitno su stanište rakuna umjerene i mješovite šume Sjeverne Amerike, ali zbog svoje prilagodljivosti staništu proširili su svoj areal na planinska područja, obalne močvare i urbana područja gdje ih mnogi ljudi smatraju štetočinama. Zbog bjegova i uvođenja sredinom 20. stoljeća, rakuni danas nastanjuju središnji dio Europe, Kavkaz i Japan.
Iako je nekoć smatran samotnom životinjom, postoje dokazi da rakuni pokazuju društveno ponašanje podijeljeno po spolovima. Ženke u srodstvu često dijele neko područje, dok nesrodni mužjaci žive zajedno u grupi od najviše četiri životinje kako bi održali svoju poziciju protiv drugih mužjaka tijekom sezone parenja. Veličina teritorija varira od tri hektara kod ženki u gradovima do 50 km2 kod mužjaka koji nastanjuju preriju. Ženke su skotne oko 65 dana, a u proljeće okote dva do pet mladunaca. Mladunce odgaja majka sve do disperzije u kasnu jesen. Iako rakuni u zatočeništvu mogu doživjeti 20 godina, njihova prosječna duljina života u divljini samo je 1,8 do 3,1 godine. Lov i promet najčešći su uzroci uginuća.

## Etimologija
Naziv 'rakun' preuzet je od powhatanske riječi u značenju 'životinja koja grebe rukama' na području kolonije Virginije. Zapisana je kao aroughcun na popisu riječi na powhatanskom Johna Smitha te kao arathkone na popisu Williama Stracheyja. Jezikoslovci su ju povezali s praalgonkijskim korijenom *ahrah-koon-em, značenja 'onaj koji trlja, riba i grebe rukama'.
Znanstveni naziv rakuna, Procyon lotor, na latinskome doslovno znači 'perač prije pasa'; lotor znači 'perač', a Procyon je spoj grčkih προ- (pro-, 'prije') i κύων (kýōn, 'pas').
Razlog ovakvu imenu navika je rakunā da peru ili natapaju svoju hranu vodom što se odražava i u nazivima u jezicima poput francuskoga (raton laveur 'štakor perač'), dok je rod dobio ime Procyon po istoimenoj zvijezdi. Također je moguće da je Storr imao na umu rakunov noćni život i zato odabrao zvijezdu kao eponim za vrstu.

## Taksonomija
U prvim desetljećima nakon što su ga otkrili pripadnici ekspedicije Kristofora Kolumba – prve osobe koja je ostavila pisani trag o ovoj vrsti – taksonomi su smatrali da je rakun u srodstvu s mnogim različitim vrstama, uključujući i pse, mačke, jazavce i posebno medvjede. Carl Linne, otac moderne taksonomije, svrstao je rakuna u rod Ursus, prvo kao Ursus cauda elongata („dugorepi medvjed”) u drugom izdanju svoje knjige Systema Naturae, a zatim kao Ursus Lotor („medvjed perač”) u desetom izdanju. Gottlieb Conrad Christian Storr je 1780. godine svrstao rakuna u odvojeni rod Procyon.

## Evolucija
Na osnovu fosila iz Francuske i Njemačke, smatra se da su prvi pripadnici porodice Procyonidae živjeli u Europi u kasnom oligocenu prije oko 25 milijuna godina. Slični oblici zuba i lubanje ukazuju na to da prokionidi i kune imaju zajedničkog pretka, ali molekularna analiza pokazala je da su rakunima još srodniji medvjedi. Nakon što su tada postojeće vrste prešle Beringov prolaz barem šest milijuna godina poslije, centar rasprostranjenosti vjerojatno je bila Srednja Amerika. Za koatije (Nasua i Nasuella) i rakune (Procyon) smatra se da možda imaju zajedničkog pretka u rodu Paranasua koji je postojao između 5,2 i 6,0 milijuna godina. Ova pretpostavka, koja se temelji na morfološkoj poredbi, proturječi genetičkoj analizi iz 2006. godine koja pokazuje da su rakuni srodniji prstenorepim mačkama. Za razliku od ostalih prokionida, poput rakuna rakojeda (Procyon cancrivorus), preci običnog rakuna napustili su tropska i suptropska područja i preselili se na sjever prije oko četiri milijuna godina, u selidbi koja je potvrđena otkrićem fosila iz perioda srednjeg Pliocena u Velikoj nizini.

## Podvrste
Četiri podvrste rakuna endemične za malene karipske i srednjoameričke otoke često su smatrane kao odvojene vrste nakon njihova otkrića. To su bahamski rakun i guadeloupeski rakun, koji su vrlo slični jedan drugom; rakun s Tres Mariasa, koji je veći nego prosječno i ima koščatu glavu; i izumrli barbadoski rakun. Izučavanja njihovih morfoloških i genetičkih osobina iz 1999., 2003. i 2005. godine dovele su do toga da se svi ovi otočni rakuni svrstaju kao podvrste običnog rakuna u trećem izdanju Vrste sisavaca svijeta (2005.). Populacija rakuna s petog otoka, cozumelski rakun, koji teži samo 3 – 4 kg i ima veoma malene zube, još uvijek se smatra kao odvojena vrsta.
Četiri najmanje podvrste rakuna, s prosječnom težinom od 2 do 3 kg, nastanjuju južnu obalu Floride i obližnje otoke; jedan je primjer Procyon lotor marinus. Većina od ostalih 15 podvrsta razlikuje se neznatno po boji krzna, veličini i drugim tjelesnim osobinama. Dvije najrasprostranjenije podvrste su istočni rakun (Procyon lotor lotor) i rakun iz doline gornjeg Mississippija (Procyon lotor hirtus). Obje imaju relativno tamno krzno i dugu dlaku, ali ovaj je drugi veći od istočnog rakuna. Istočni rakun nastanjuje sve države SAD-a i Kanadske provincije do sjevera Južne Karoline i Tennesseeja. Areal rakuna iz doline gornjeg Mississippija pokriva sve države SAD-a i Kanadske provincije do sjevera Louisiane, Texasa i Novog Meksika.

## Opis

### Tjelesne odlike
Rakuni su od glave do stražnjih udova dugi između 40 i 70 cm, ne uključujući rep koji može biti dugačak između 20 i 40 cm, ali obično nije duži od 25 cm. Visina je ramena između 23 i 30 cm. Lubanja odraslih mužjaka duga je između 94,3 i 125,8 mm, a široka između 60,2 i 89,1 mm; lubanja ženki duga je između 89,4 i 115,9 mm, a široka između 58,3 i 81,2 mm. Težina odraslog rakuna značajno varira po staništu; može biti između 2 i 14 kg, ali je obično između 3,5 i 9 kg. Najmanje jedinke nastanjuju jug Floride, a oni na sjevernim granicama obično su najveći. Mužjaci su obično 15 do 20% teži od ženki. Na početku zime rakun može težiti dvostruko više nego u proljeće, zbog nakupina masti. Rakun je jedan od sisavaca čija težina najviše varira. Najteži zabilježeni primjerak težio je 28,4 kg, daleko najteži primjerak u cijeloj porodici Procyonidae.
Prepoznatljiva osobina rakuna jest crno krzno oko očiju koje je u jakom kontrastu s okolnim krznom. Ono podsjeća na „banditovu masku” i tako je podržala reputaciju ove životinje kao lopova. Neznatno zaobljene uši također su okružene bijelim krznom. Pretpostavlja se da rakuni mogu bolje prepoznati izraze lica i poziciju zahvaljujući ovoj neobičnoj boji lica te tamnim i svijetlim prstenovima na repu. Prstenovi sliče prstenovima na repu kod prstenorepog lemura. Tamna maska možda također smanjuje odsjaj i potpomaže noćni vid. Na drugim dijelovima tijela duge i čvrste dlake, koje sprječavaju prodiranje vlage, obično su u nijansama sive boje i, dosta manje, smeđe. Rakuni s vrlo tamnim krznom češći su kod njemačke populacije zato što su prvi pušteni primjerci bili tamne boje. Gusto potkrzno, koje čini gotovo 90 % krzna, štiti rakuna od hladnoće i sastoji se od dlaka dugih između 2 i 3 cm.
Rakun ima sposobnost uspravljanja na stražnje noge kako bi mogao istražiti neki predmet prednjim udovima. Budući da rakuni imaju kratke noge u usporedbi sa svojim kompaktnim torzom, oni ne mogu brzo trčati niti skakati na veliku udaljenost. Njihova najveća brzina je 16 do 24 km/h. Rakuni mogu plivati prosječnom brzinom od 5 km/h i mogu ostati u vodi nekoliko sati. Za silaženje niz drvo glavom nadolje – što je neobična sposobnost sisavca te veličine – rakun okrene stražnja stopala prema nazad. Rakuni se mogu znojiti i dahtati kako bi održali tjelesnu temperaturu.
Lubanje rakuna imaju kratku i široku regiju lica i velik prostor za mozak. Dužina lica manja je od dužine same lubanje, a nosna je kost kratka i široka. Tipično imaju 40 zuba s formulom: 3.1.4.2 (gornja čeljust) i 3.1.4.2 (donja čeljust), a prilagođeni su njihovu načinu života kao sveždera: derači nisu oštri kao u pravih mesoždera, ali kutnjaci nisu tako široki kao u biljoždera. Baculum mužjaka dug je oko 10 cm i jako zakrivljen na prednjem kraju. Znanstvenici ga često koriste kako bi odredili reproduktivni status jedinki. Sedam od trinaest identificiranih zvukova koristi se u komunikaciji između majke i mladunca, a jedan zvuk sliči pjevu ptica.

### Čula
Rakunovo je najvažnije čulo njegovo čulo dodira. Izuzetno osjetljive šape zaštićene su tankim koštanim slojem koji postane mekan kada se ovlaži. Nema kožice između pet prstiju na šapi, što je neobično za mesoždera. Gotovo dvije trećine područja koje služi primanju nadražaja u moždanoj kori rakuna specijalizirana je za primanje opipljivih impulsa, više nego i u jedne druge životinje. Mogu identificirati predmete prije nego što ih dodirnu uz pomoć dlačica koje se nalaze iznad njihovih oštrih, neuvlačivih pandži. Rakuni nemaju pokretljiv palac i zbog toga njihova ruka nije toliko spretna kao ruka primata. Nepoznato je zašto nema utvrđenih negativnih efekata na dodir kada rakun satima stoji u vodi temperature ispod 10 °C.
Smatra se da su rakuni slijepi za boje ili ih barem vrlo slabo mogu razlikovati, iako su im oči dobro prilagođene za primjećivanje zelene svjetlosti. Unatoč tome što je njihova dioptrija slična čovjekovoj i što dobro vide u polumraku, čulo vida nije im veoma važno zato što loše vide na daljinu. Uz to što je korisno za orijentiranje u mraku, čulo mirisa važno je za međusobnu komunikaciju. Sekret iz žlijezda (obično analnih), mokraća i izmet služe za označavanje teritorija. Mogu čuti zvukove od 50 do 85 kHz, ali i tihe zvukove poput onih koje stvaraju gliste ispod zemlje.

### Inteligencija
Postoji samo nekoliko istraživanja o mentalnim sposobnostima rakuna, a većina se njih temelji na čulu dodira ove životinje. U istraživanju etologa H. B. Davisa iz 1908. godine, rakuni su uspjeli otvoriti 11 od 13 kompleksnih brava u manje od 10 pokušaja i nisu imali problema u ponavljanju akcije kada su brave bile promijenjene ili okrenute naopačke. Davis je zaključio da su razumjeli apstraktne principe mehanizama za zaključavanje i da je njihova brzina učenja ekvivalentna nekim primatima. Istraživanja iz 1963., 1973., 1975. i 1992. godine koncentrirale su se na pamćenje rakuna i dokazale da oni mogu pamtiti rješenja zadataka do tri godine. U istraživanju B. Pohl iz 1992. godine rakuni su mogli odmah razlikovati identične i različite simbole tri godine nakon kratke faze učenja. Stanislas Dehaene navodi u svojoj knjizi The Number Sense da rakuni mogu razlikovati kutije koje sadrže dvije ili četiri bobice grožđa od onih koje sadrže tri.

## Ponašanje

### Društveno ponašanje
Istraživanja tijekom 1990-ih godina od etologa Stanleya D. Gehrta i Ulfa Hohmanna pokazala su da su rakuni društveni što se tiče različitih spolova i da nisu tipično solitarni, kako se prije smatralo. Ženke u srodstvu žive u takozvanom fisijsko-fuzijskom društvu, tj. dijele zajednički prostor i povremeno se susreću na područjima za hranjenje i razmnožavanje. Nesrodni mužjaci često formiraju nestalne društvene grupe mužjaka kako bi održali poziciju protiv drugih mužjaka tijekom sezone parenja – ili protiv drugih potencijalnih prijetnji. Takve grupe obično čine najviše četiri jedinke. Budući da neki mužjaci pokazuju agresivno ponašanje prema mladuncima koji im nisu u srodstvu, majke se izoliraju od ostalih rakuna dok njihovi mladi nisu dovoljno veliki da bi se obranili. Po pitanju ova tri načina života prisutna u rakuna, Hohmann je njihovu društvenu strukturu nazvao troklasnim društvom. Samuel I. Zeveloff, profesor zoologije na Državnom sveučilištu Weber i autor knjige Raccoons: A Natural History (Rakuni: prirodoslovlje), pažljiviji je u svojim interpretacijama i zaključuje da barem ženke žive same većinu vremena i, prema istraživanju Erika K. Fritzella u Sjevernoj Dakoti 1978. godine, također i mužjaci ako žive na područjima gdje je gustoća populacije malena.
Oblik i veličina rakunova teritorija varira s obzirom na njegovu starost, spol i stanište: odrasli drže područja koja su dvostruko veća nego ona mladih jedinki. Dok veličine teritorija u negostoljubivim prerijama Sjeverne Dakote variraju između 7 i 50 km² u mužjaka i između 2 i 16 km² u ženki, prosječna veličina u močvarama jezera Erie je 0,49 km². Bez obzira na to da li se teritoriji više jedinki preklapaju, obično se ne brane aktivno izvan sezone parenja ako ima dovoljno hrane. Pretpostavlja se da se granice teritorija obilježavaju mirisom, koji također služi za identificiranje jedinki. Mokraća i izmet na zajedničkim mjestima za obavljanje nužde mogu dati informacije o područjima za hranjenje, jer je zabilježeno da se rakuni tu okupljaju za zajedničko hranjenje, spavanje i igranje.
Što se tiče generalnog ponašanja rakuna, Gehrt ističe da „se obično može naći 10 do 15 % onih koji se ponašaju potpuno suprotno" od očekivanog.

### Ishrana
Iako su obično noćne životinje, rakuni su ponekada aktivni danju kako bi iskoristili dostupne izvore hrane. Ishrana im se sastoji od oko 40% beskralježnjaka i 27 % kralježnjaka. Budući da mu se ishrana sastoji od razne hrane, Zeveloff tvrdi da je rakun „možda jedna od oportunističkijih životinja na svijetu”. Iako se u proljeće i rano ljeto uglavnom hrani kukcima, crvima i drugim životinjama dostupnim rano u godini, više voli voće i orašaste plodove, poput žireva i lješnjaka; oni se pojavljuju kasno u ljeto i u jesen i predstavljaju bogat izvor kalorija za skupljanje masnih naslaga za zimu. Unatoč uobičajenom mišljenju, rakuni jedu aktivan i veliki plijen poput ptica i sisavaca vrlo rijetko, jer više vole plijen kojeg je lakše uloviti, posebno ribe i vodozemce. Kada ima dosta hrane, rakuni mogu razviti jaka individualna preferiranja prema nekoj vrsti hrane. U sjevernom dijelu svojeg reala rakuni padaju u zimski san i drastično smanjuju svoju aktivnost sve dok se snijeg na otopi.

### Pranje hrane
Rakuni skupljaju hranu i druge predmete svojim prednjim udovima kako bi ih razgledali i otklonili neželjene dijelove. Osjetljivost na dodir njihovih prednjih udova se povećava ako se ova radnja odvija pod vodom, jer voda omekšava tvrdi sloj koji prekriva šape. Međutim, ponašanje promatrano kod rakuna u zatočeništvu, kada odnose hranu do vode i „peru” je prije nego što je pojedu, nije zabilježeno u divljini. Prirodoslovac Georges-Louis Leclerc, Comte de Buffon (1707.–1788.) je vjerovao da rakuni nemaju adekvatnu proizvodnju pljuvačke koja vlaži hranu, pa da stoga moraju vlažiti hranu, ali ovo je sigurno netočno. Rakuni u zatočeništvu vlaže hranu češće kada potok nije dalje od 3 m od njih. Naširoko prihvaćena teorija kaže da je vlaženje instinktivno ponašanje koje imitira traženje hrane na obalama rijeka i sl. Ovo podržavaju zapažanja da hranu podrijetlom iz vode rakuni češće vlaže. Izgleda da čišćenje prljave hrane nije razlog „pranja”. Stručnjaci su bacili sumnju na vjerodostojnost zapažanja divljih rakuna dok vlaže hranu.

### Razmnožavanje
Rakuni se obično pare u periodu kojeg izaziva povećana količina svjetlosti između kasnog siječnja i sredine ožujka. Međutim, postoje veće regionalne razlike koje količina svjetlosti ne može u potpunosti izazvati. Na primjer, dok se rakuni na jugu SAD-a obično pare kasnije od prosjeka, sezona parenja u Manitobi ima svoj vrhunac kasnije nego obično u ožujku i nastavlja se do lipnja. Tijekom sezone parenja, mužjaci lutaju svojim teritorijem u potrazi za ženkama u pokušaju da ih zavedu u periodu od tri do četiri dana kada je začeće moguće. Ovi susreti se često dešavaju na glavnim mjestima okupljanja. Kopulacija, uključujući i predigru, može trajati preko jednog sata i ponavlja se nekoliko noći zaredom. Pretpostavlja se da slabiji pripadnici muških grupa također dobivaju šansu za parenje jer se snažniji ne mogu pariti sa svim dostupnim ženkama. U jednom sitraživanju provedenom na jugu Teksasa tijekom sezona parenja od 1990. do 1992. godine, oko jedne trećine svih ženki se parilo s više nego jednim mužjakom. Ako ženka ne postane skotna ili ako rano izgubi mladunce, ponekada ponovo postane plodna nakon 80 do 140 dana.
Nakon skotnosti od 63 do 65 dana (iako je moguće od 54 do 70 dana), ženka donosi na svijet leglo od dva do pet mladunaca. Prosječna veličina legla mnogo varira po staništu, od 2,5 u Alabami do 4,8 u Sjevernoj Dakoti. Veća legla su češća na područjima s većom stopom smrtnosti od, npr., lova ili hladnih zima. Dok muški jednogodišnjaci dostižu spolnu zrelost tek nakon glavne sezone parenja, jednogodišnje ženke mogu nadoknaditi visoku stopu smrtnosti i ponekada kote 50 % svih mladih rođenih tijekom jedne godine. Mužjaci ne pomažu u podizanju mladih. Mladunci su slijepi i gluhi na rođenju, ali je njihova maska već vidljiva na svijetlom krznu. Težina 10 cm dugog mladunca na rođenju je između 60 i 75 grama. Ušni kanali im se otvaraju nakon 18 do 23 dana, nekoliko dana prije nego što im se oči otvore po prvi put. Kada mladunci postignu težinu od oko 1 kg, oni počinju istraživati svijet izvan jazbine; čvrstu hranu počinju jesti nakon šest do devet tjedana. Nakon ovoga ih majka sve manje doji; odbija ih od sise nakon 16 tjedana. U jesen, nakon što im je majka pokazala jazbine i mjesta za hranjenje, mladunci se razilaze. Dok mnoge ženke ostaju blizu teritorije svoje majke, mužjaci se ponekada udalje više od 20 km. To se smatra instinktivnim ponašanjem koje sprječava parenje u srodstvu. Međutim, majka i mladunci u hladnim područjima tijekom hladnijih zima ponekada dijele jazbinu.

### Životni vijek
Rakuni u zatočeništvu mogu živjeti više od 20 godina. Međutim, dužina života u divljini je samo 1,8 do 3,1 godina, ovisno o uvjetima koji se odnose na gustoću prometa, lov i vrijeme. Nije neobično da samo polovica mladunaca rođenih tijekom jedne godine prežive cijelu godinu. Nakon ove točke, godišnja smrtnost pada na između 10 i 30 %. Mladi rakuni su ranjivi na gubitak majke ili glad, posebno tijekom dugih i hladnih zima. Najčešći prirodni uzrok smrti kod sjevernoameričke populacije rakuna je pseća kuga, koja može dostići epidemijske razmjere i ubiti gotovo cijelu lokalnu populaciju rakuna. U područjima s gustim prometom i raširenim lovom ovi čimbenici mogu biti krivi za 90 % smrti odraslih rakuna.
Najvažniji prirodni grabežljivci rakuna su ris, kojot i velike sove koje uglavnom love mladunce. U Chesapeake Bayu rakuni su među najvažnijim plijenom bjeloglavog štekavca. U arealima u koje su uvezeni u bivšem Sovjetskom savezu njihovi glavni neprijatelji su vukovi, risevi i sove. Međutim, grabežljivci nisu glavni uzrok smrti, posebno zato što su veći grabežljivci u mnogim područjima koja rakuni nastanjuju istrijebljeni.

## Rasprostranjenost

### Stanište
Iako su tijekom posljednjih desetljeća živjeli u rijetko pošumljenim područjima, rakuni ovise o vertikalnim strukturama za penjanje kada se osjete ugroženi. Zbog toga izbjegavaju otvoreni teren i područja s visokom koncentracijom bukvi, jer je njena kora preglatka za penjanje. Rupe u starom hrašću i drugom drveću i pukotine u kamenu su rakunima omiljeno mjesto za spavanje, prezimljavanje i koćenje. Ako takve jazbine nisu dostupne ili ako je dolaženje do njih teško, rakuni iskoriste jazbine koje su iskopali drugi sisavci, gusto grmlje, udubine blizu ceste u urbanim područjima ili račvanje grana na drvetu. U jednom istraživanju u brdima Njemačke, više od 60 % svih mjesta za spavanje je bilo iskorišteno samo jednom, ali one jazbine koje su bile iskorištene barem deset puta činile su oko 70 % svih skrovišta koja su se koristila više od jedanput. Budući da vodozemci, rakovi i druge životinje koje žive oko jezera i rijeka čine važan dio ishrane rakuna, dolinske listopadne i mješovite šume u kojima ima dosta voda i močvara održavaju najveću gustoću naseljenosti. Dok u prerijama gustoća populacije varira od 0,5 do 3,2 životinje po kvadratnom kilometru i u planinskim šumama obično ne prelazi 6 životinja po kvadratnom kilometru, u dolinskim šumama i močvarama može živjeti više od 20 rakuna po kvadratnom kilometru.

### Rasprostranjenost u Sjevernoj Americi
Rakuni su česti u Sjevernoj Americi od Kanade do Paname, gdje podvrsta P. l. pumilus koegzistira s rakunom rakojedom (P. cancrivorus). Populacija na Hispanioli je bila istrijebljena već 1513. godine od strane španskih kolonista koji su ih lovili radi mesa. Rakuni su također bili istrijebljeni na Kubi i Jamajci, gdje su zabilježeni 1687. godine. Bahamski rakun (P. l. maynardi), Guadeloupeški rakun (P. l. minor) i rakun s otoka Tres Marias (P. l. insularis) su 1996. godine svrstani među ugrožene vrste prema IUCN-u.
Postoje dokazi da su u pred-kolumbijskim vremenima rakuni bili brojni samo oko rijeka i u šumama na jugoistoku SAD-a. Budući da rakuni nisu bili spomenuti od strane prvih američkih pionira koji su istraživali središte i sjever SAD-a, njihovo širenje se možda odigralo nekoliko desetljeća prije 20. stoljeća. Od 1950-ih, rakuni su se proširili od Vancouvera (što je prije bila sjeverna granica njihovog areala) do sjevernih dijelova četiri Kanadske provincije u središnjim predjelima te države. Nova staništa (osim urbanih) koja su rakuni zauzeli su planine, prerije i obalne močvare. Nakon populacijske eksplozije 1940-ih godina, procijenjeni broj rakuna u Sjevernoj Americi tijekom kasnih 1980-ih je bio 15 do 20 puta viši nego tijekom 1930-ih, kada su rakuni bili prilično rijetki. Urbanizacija, ekspanzija poljoprivrede, namjerno uvoženje i istrjebljenje prirodnih grabežljivaca rakuna su vjerojatno izazvala ovo povećanje u broju i rasprostranjenosti.

### Rasprostranjenost izvan Sjeverne Amerike
Kao rezultat bijega i namjernog uvoženja sredinom 20. stoljeća, rakun je sada rasprostranjen u nekoliko europskih i azijskih zemalja. Viđeni su u svim zemljama koje graniče s Njemačkom, koja ima najveću populaciju izvan Sjeverne Amerike. Još jedna stabilna populacija postoji na sjeveru Francuske, gdje je nekoliko rakuna kućnih ljubimaca pušteno 1966. godine. Između 1936. i 1958. godine pušteno je 1243 životinja u devet regija bivšeg Sovjetskog Saveza sa svrhom osnivanja populacije koja bi se lovila radi krzna. Dva uvođenja su bila uspješna: na jugu Bjelorusije izeđu 1954. i 1958. godine i u Azerbajdžanu između 1941. i 1957. godine. Sa sezonskim prinosom od 1000 do 1500 jedinki, godine 1974. procijenjeno je da populaciju na Kavkazu čini 20 000 životinja, a da je gustoća četiri životinje po kvadratnom kilometru. U Japan je uvezeno do 1500 rakuna kao kućnih ljubimaca svake godine nakon uspjeha crtanog filma Rascal the Raccoon (Rakun zvani Rascal). Godine 2004. potomci pobjeglih ili puštenih primjeraka živjeli su u 42 od 47 prefektura Japana.

#### Rasprostranjenost u Njemačkoj
Dva para rakuna, koji su bili kućni ljubimci, puštena su 12. travnja 1934. godine u divljinu na sjeveru Hessena od strane nadstojnika šume Wilhelma Freiherra Sitticha von Berlepscha, na zahtjev njihovog vlasnika, uzgajivača peradi Rolfa Haaga. Pustio ih je dva tjedna prije nego što je dobio dozvolu od pruskog ureda za lovstvo „za bogaćenje životinjskog svijeta”, kako je Haag naveo u svom zahtjevu. Nekoliko prijašnjih pokušaja da se rakune uveze u Njemačku nije bilo uspješno. Druga populacija osnovana je u Istočnoj Njemačkoj 1945. godine kada je 25 rakuna s farme za uzgoj krznašica u Wolfshagenu pobjeglo do Istočnog Berlina nakon zračnog napada. Navedene dvije populacije parazitološki su različite: 70 % rakuna hessenske populacije zaraženo je crvom Baylisascaris procyonis, ali nijedna jedinka iz brandenburške populacije nije zaražena tim parazitom. Procijenjeni broj rakuna u hessenskoj regiji je bio 285 životinja 1956. godine, preko 20 000 1970. godine i između 200 000 i 400 000 jedinki u cijeloj Njemačkoj 2008. godine.
Rakun je u Njemačkoj bio zaštićena vrsta, ali je u 14 saveznih država proglašen divljači od 1954. godine. Lovci i zaštitnici okoliša smatraju da se rakun nekontrolirano širi, što je prijetnja zaštićenim vrstama ptica i starosjedilačkim vrstama mesoždera. Ovakvom pogledu se protivi zoolog Frank-Uwe Michler, koji nije našao dokaze da je visoka gustoća populacije imala efekta na biodiverzitet na tom području. Hohmann drži da ekstenzivni lov ne može biti izazvan nedostatkom prirodnih grabežljivaca, zato što smrt zbog drugih grabežljivaca nije važan uzrok smrti kod sjevernoameričkih rakuna.

#### Rasprostranjenost u bivšem SSSR-u
Eksperimenti za aklimatiziranje rakuna u SSSR počeli su 1936. godine i ponavljani su još 25 puta do 1962. godine. Sveukupno su puštene 1222 jedinke, od kojih su 64 došle iz ZOO vrtova i farmi za uzgoj krznašica (od njih je 38 došlo iz Zapadne Europe). Ostali rakuni potječu iz populacije u Zakavkazju. Areal sovjetski rakuna nikada nije bio jedinstven i isti zato što su ih ljudi uvozili na različite lokacije koje su daleko jedna od druge. Sva uvođenja u Ruski daleki istok su bila neuspješna; melanistični rakuni su bili pušteni na Petrov otok blizu Vladivostoka i u neka područja južnog Primorskog kraja, ali su umrli. U Srednjoj Aziji rakuni su pušteni u Kirgistan, ali kasnije je zabilježeno da su bili „praktički neprisutni” u siječnju 1963. godine. Velika i stabilna populacija rakuna (godišnji ulov je 1000 – 1500 jedinki) je osnovana u Azerbajdžanu nakon uvođenja u to područje 1937. godine. Rakuni su preživjeli uvođenje blizu rijeke Terek, duž rijeke Sulak i u nizine Dagestana. Pokušaji da ih se uvede oko lijeve pritoke rijeke Kuban bili su neuspješni. Uspješno su se aklimatizirali u Bjelorusiji, gdje su uvedeni u tri navrata (52, 37 i 38 jedinki 1954. i 1958. godine). Do 1. siječnja 1963. godine, u toj je državi zabilježeno 700 jedinki.

### Urbani rakuni
Zbog svoje prilagodljivosti, rakuni uspijevaju iskoristiti urbana područja kao staništa. Prva pojavljivanja su zabilježena u predgrađu Cincinnatija tijekom 1920-ih godina. Od 1950-ih, rakuni su prisutni u metropolama poput Washington, D.C., Chicagoa, i Torontoa. Od 1960-ih, Kassel je dom prvoj i najgušćoj europskoj populaciji rakuna na velikom urbanom području od 50 do 150 životinja po kvadratnom kilometru, što se može usporediti s populacijom u urbanim područjima u Sjevernoj Americi. Veličine teritorija urbanih rakuna su samo 3 do 40 hektara za ženke i 8 do 80 hektara za mužjake. U malenim gradovima i predgrađima mnogi rakuni spavaju u obližnjoj šumi nakon traženja hrane oko naselja. Voće i kukci u vrtovima i otpaci su lako dostupna hrana. Nadalje, postoji veliki broj dodatnih područja za spavanje u ovim područjima, poput rupa u starom drveću u vrtovima, u ostavama, garažama, napuštenim kućama i tavanima. Postotak urbanih rakuna koji spavaju u napuštenim ili naseljenim kućama varira između 15 % u Washington, D.C. (1991.) do 43 % u Kasselu (2003.).

## Zdravlje
Rakuni su prenosnici bjesnoće, smrtonosne bolesti koju izaziva virus koji se nalazi u pljuvački i prenosi se ugrizom. Širenje virusa je počelo na Floridi i u Georgiji tijekom 1950-ih i podržali su ga uvoženje zaraženih jedinki u Virginiju i Sjevernu Dakotu u kasnim 1970-ima. Od 6940 zabilježenih slučajeva bjesnoće 2006. godine, 2615 (37,7 %) je otpadalo na rakune. Ministarstvo poljoprivrede Sjedinjenih Država, kao i lokalne vlasti u nekoliko država SAD-a i u nekoliko provincija u Kanadi, razvilo je programe oralne vakcinacije kako bi se borili protiv širenja bolesti kod ugroženih populacija. Jedini smrtni slučaj kod čovjeka je zabilježen nakon prenosa virusa bjesnoće od rakuna. Među glavnim simptomima bjesnoće kod rakuna su općenito bolestan izgled, smanjeno kretanje, nenormalno glasanje i agresivnost. Međutim, nema uvijek vidljivih znakova i većina jedniki ne pokazuje agresivno ponašanje kao psi; rakuni s bjesnoćom se umjesto toga obično sakriju u jazbine. Organizacije poput Šumske službe Sjedinjenih Država potiču ljude da se klone životinja koje se ponašaju ili izgledaju nenormalno i da obavijeste nadležne osobe. Budući da zdrave jedinke, a posebno majke koje doje, često traže hranu tijekom dana, dnevna aktivnost nije pouzdan pokazatelj bjesnoće kod rakuna.
Za razliku od bjesnoće, rakuni prenose barem desetak drugih patogenih bolesti koje ne utiču na čovjeka.
Neke od najvažnijih bakterijskih bolesti kod rakuna su leptospiroza, listerioza, tetanus o tularemija. Iako paraziti u tijelu mogu oslabiti njihov imunološku sustav, dobro hranjene jedinke mogu imati mnogo parazita u probavnom sustavu bez pokazivanja simptoma. Larve vrste Baylisascaris procyonis, koje se mogu naći u izmetu i rijetko izaziva bolest kod ljudi, može se progutati tijekom čišćenja zahoda rakuna bez zaštite.

## Rakuni i ljudi

### Konflikti
Povećani broj rakuna u urbanim područjima je završio s različitim reakcijama kod ljudi, od bijesa zbog njihovog prisustva do namjernog hranjenja rakuna. Neki stručnjaci za divlje životinje i većina državnih vlasti nisu skloni hranjenju divljih životinja jer mogu postati veoma nametljivi i ovisni o ljudima kao izvoru hrane. Drugi stručnjaci u svojim knjigama potiču hranjenje rakuna i drugih divljih životinja. Rakuni koji se ne boje ljudi su razlog za zabrinutost kod onih koji ovakvo ponašanje pripisuju bjesnoći, ali znanstvenici ističu da je ovakvo ponašanje vjerojatno prilagodba življenju u staništu u kojem je kontakt s ljudima svakodnevan i to kod više generacija. Ozbiljni napadi na ljude od strane grupa rakuna koji nisu zaraženi bjesnoćom su izuzetno rijetki i gotovo uvijek su rezultat osjećaja ugroženosti kod rakuna; zabilježen je barem jedan takav napad. Rakuni obično ne ubijaju domaće mačke i pse, ali prijavljeni su induvidualni slučajevi ubijanja.
Dok su prevrnute kante za smeće i pokradeno voće s drveća samo neprijatnosti za vlasnike kuća, popravak štete napravljene na tavanu koji je rakunima služio kao skrovište može koštati više tisuća dolara. Premještanje ili ubijanje rakuna bez dozvole je zabranjeno u mnogim urbanim područjima. Ove metode obično rješavaju probleme samo s vrlo agresivnim i divljim jedinkama, jer za adekvatna skrovišta zna više rakuna, ili se ta skrovišta poslije vrlo brzo ponovo otkriju. Buka, gašenje i paljenje svjetla i neugodni mirisi su se pokazali efektivni u tjeranju majke i mladunaca prije nego što bi oni inače napustili skrovište (kada su mladunci stari oko osam tjedana). Međutim, obično je za duže razdoblje efektivno samo nedopuštanje da rakuni dođu do hrane i otpadaka.
Među svim voćem i usjevima koji se uzgajaju u poljoprivrednim područjima, zreli kukuruz šećerac je najomiljeniji među rakunima. U dvogodišnjem istraživanju Univerziteta Purdue iz 2004. godine, rakuni su bili krivi za 87 % štete na kukuruzu. Kao i ostali grabežljivci, rakuni tražeći hranu mogu provaliti u kokošinjce i sl. kako bi lovili kokoške, patke, njihova jaja ili hranu. Budući da rakuni mogu provaliti u štaore i pokušati otvoriti zatvorene kontejnere u kampovima, kamperima se predlaže da ne čuvaju hranu ili pastu za zube u šatoru.
S obzirom na to da rakuni mogu do neke granice povećati stopu reprodukcije, ekstenzivni lov često ne rješava probleme s populacijom rakuna. Stariji mužjaci također mogu imati veće teritorije od mlađih, što završava manjom gustoćom populacije. Cijene pokušaja da se rakuni istrijebe u su obično mnogo veće nego cijene štete koju naprave rakuni.

### Mitologija, umjetnost i zabava
U mitologiji domorodačkih naroda u objema Amerikama rakun je bio predmet narodnih priča. Priče poput Kako rakuni uhvate toliko rakova, koju priča narod Tuscarora, centrira se na rakunovu vještinu u traženju hrane. U drugim pričama rakun je igrao ulogu varalice koji prevari ostale životinje, poput kojota i vukova. Među ostalima, Siusi su vjerovali da rakun ima prirodne duhovne moći, jer njegova maska predstavlja bojanje lica (crne i bijele linije nacrtane s dva prsta) koje se koristi za povezivanje sa svijetom duhova. Azteci su nadnaravne sposobnosti naročito pripajali ženkama, čija je požrtvovnost za mladunce povezivana s ulogom mudrih žena u plemenskom društvu.
Rakuni se pojavljuju u umjetnosti američkih domorodaca širom svog areala. Pronađeni su pteroglifi s urezanim tragovima rakuna u Kanjonu Lewis u Texasu i u Okrugu Grayson u Kentuckyju; također su pronađeni u Novom Meksiku i u Kaliforniji. Do detalja točna figurica napravljena od kvarca pronađena je blizu rijeke Scioto. Značenje i značaj Struga rakunskih svećenika, koji prikazuje stilizirani urez rakuna ostaju nepoznati.
U zapadnjačkoj kulturi, napisano je nekoliko auobiografskih romana o životu s rakunom, od čega je većina literatura za djecu. Najpoznatija je knjiga Sterlinga Northa Rascal, u kojoj govori o tome kako je odgajao mladog rakuna tijekom Prvog svjetskog rata. Antropomorfni rakuni odnedavno igraju glavnu ulogu u animiranim televizijskim serijama The Raccoons, u filmovima Preko ograde i Čuvari galaksije i u videoigrama Sly Cooper.

### Lov i trgovina krznom
Krzno rakuna se koristi za pravljenje odjeće, posebno za ogrtače i kape od kože rakuna. Američki domoroci su ga koristili ne samo za pravljenje zimske odjeće, već su koristili repove kao ukras.
U mnogim dijelovima SAD-a lov na rakune se još uvijek obavlja noću sa psima, koji su posebno uzgajani na takvu vrstu lova. Psi slijede rakuna dok on na kraju ne pobjegne, obično na drvo; tada se rakuna ubije ili ga se ostavi na životu u svrhu budućeg lova. Lovci mogu prepoznati kako napreduje lov po tome kako psi laju; oni imaju jedinstven lavež kojim ukazuju na to da se rakun popeo na drvo.

### Kao hrana
Dok su se uglavnom lovili radi krzna, rakuni su također služili kao izvor hrane za Američke domorodce i Amerikance, a rakuni prženi na roštilju su bili tradicionalna hrana na američkim farmama.
Budući da se rakune smatra dopadljivim, slatkim i/ili štetočinama, ideja da ih se jede je današnjim ljudima odbojna. Međutim, postoje neki festivali u Americi na kojima je rakunovo meso posebna poslastica.

### Kao ljubimci
Kao i kod većine egzotičnih ljubimaca, držanje rakuna zahtijeva mnogo vremena i strpljenja. Rakuni se mogu ponašati nepredviđeno i agresivno i može ih biti prilično teško naučiti da razumiju i slušaju naredbe. U mjestima gdje držanje rakuna kao ljubimaca nije zabranjeno, kao u Wisconsinu i drugim državama SAD-a, dozvola za držanje egzotičnih ljubimaca će možda biti potrebna.
Spolno zreli rakuni često pokazuju agresivno prirodno ponašanje kao što je griženje tijekom sezone parenja. Steriliziranje kada su stari oko pet ili šest mjeseci smanjuje šanse za razvoj agresivnog ponašanja. Rakuni mogu postati pretili i imati druge poremećaje zbog loše ishrane i nedostatka vježbanja. Kada ih se dugo vremena hrani hranom za mačke, rakuni mogu dobiti kostobolju. Zbog rezultata istraživanja o njihovom društvenom ponašanju, sada se prema zakonu u Austriji i Njemačkoj moraju držati barem dva rakuna kako bi se spriječila usamljenost. Rakuni se obično drže u većem kavezu (u kući iil izvan kuće), što je također zahtjev zakona u Austriji i Njemačkoj; obično se ne drže u kući jer zbog svoje prirodne radoznalosti mogu napraviti štetu.
Kada se uzmu mladunci, moguće ih je rehabilitirati i vratiti u divljinu. Međutim, ne zna se da li se dobro prilagode životu u divljini. Hranjenje mladunaca kravljim mlijekom umjesto zamjenskim mlijekom ili sličnim produktom može biti opasno za njihovo zdravlje.

## Vanjske poveznice
- RACCOON TRACKS HOMEPAGE